# Myxilla hastatispiculata
Myxilla hastatispiculata är en svampdjursart som beskrevs av Swartschevsky 1905. Myxilla hastatispiculata ingår i släktet Myxilla och familjen Myxillidae.
Artens utbredningsområde är havet utanför Ukrainia. Inga underarter finns listade i Catalogue of Life.